# Magnus Birgersson
Magnus Birgersson, född i september 1300 på slottet Tre Kronor i Stockholm, död  27 oktober 1320 i Stockholm, var en svensk prins och tronarvinge. Han var son till kung Birger och drottning Märta.
Magnus Birgersson avrättades genom halshuggning på Helgeandsholmen i Stockholm till följd av Nyköpings gästabud och rivaliteten om den svenska tronen.

## Biografi
Magnus Birgersson föddes 1300 på Stockholms slott som förste son till kung Birger och drottning Märta.
Magnus utsågs till sin fars utvalde tronarvinge 1304. Efter Håtunaleken 1306 fördes Magnus i säkerhet till morbrodern kung Erik Menved i Danmark. Efter Nyköpings gästabud 1317 återvände Magnus till Sverige men tillfångatogs 1318 av anhängarna till hertigarna Erik Magnusson och Valdemar Magnusson. Kung Birger lyckades dock fly.
Magnus berövades sitt arv 1319 då hertig Eriks son, Magnus Eriksson, valdes till kung. Den 27 oktober 1320 avrättades Magnus Birgersson genom halshuggning på Helgeandsholmen i Stockholm och begravdes i Riddarholmskyrkan.
Prins Magnus förblev ogift fram till sin avrättning. Dock har kammarmästare Ingemar Ragvaldssons maka Katarina Magnusdotter (Bjälboätten) pekats ut som hans dotter.